# Are You Smarter Than a 5th Grader?
Are You Smarter Than a 5th Grader? é um game show norte-americano transmitido pela FOX e apresentado por Jeff Foxworthy. Teve seu formato criado por Mark Burnett e vendido para diversos países em todo o planeta, alguns sobre o mesmo título e formato, outros com leves modificações para adaptar aos costumes de cada país. O programa desafia a inteligência de adultos contrastando seus conhecimentos com os de garotos de aproximadamente 10 a 11 anos de idade, estudantes da 5ª série do ensino norte-americano.
A primeira temporada do programa alcançou a 28ª posição no ranking de audiência Nielsen Ratings, da Nielsen Media Research, com uma média de 12,8 milhões de telespectadores por episódio.

## Versões do programa
- Argentina - ¿Sabés más que un chico de 5to grado?
- Austrália - Are You Smarter Than a 5th Grader?
- Áustria - Dreizehn
- Brasil - Você É mais Esperto que um Aluno da Quinta Série?
- Canadá - Are You Smarter Than a Canadian 5th Grader?
- França - Êtes vous plus fort qu’un élève de 10 ans?
- México - Todo el mundo cree que sabe
- Portugal - Sabe mais do Que Um Miúdo de 10 Anos?
- Espanha - ¿Sabes más que un niño de primaria?
- Inglaterra - Are You Smarter than a 10-Year-Old?